# Tossal Redó (Ossó de Sió)
El Tossal Redó és una muntanya de 401 metres que es troba al municipi d'Ossó de Sió, a la comarca catalana de l'Urgell.
Al cim podem trobar-hi un vèrtex geodèsic (referència 264109001).